# Джоан Керролл
Джоан Керролл (англ. Joan Carroll, при народженні Джоан Фелті (англ. Joan Felt); 18 січня 1932, Нью-Джерсі, США — 16 листопада 2016, Пуерто-Вальярта, Мексика) — американська акторка.

## Біографія
Народилася в сім'ї інженера-електрика і піаністки. У 1936 році разом з сім'єю переїхала до Каліфорнії, де в 1936 році почала акторську кар'єру.
На великому екрані запам'яталася дитячими та підлітковими ролями в таких фільмах, як «Останнє попередження містера Мото» (1939), «Шлях насолод» (1940), «Зустрінь мене в Сент-Луїсі» (1944) і «Дзвони Святої Марії» (1945). З 1940 по 1942 рік грала в популярному бродвейському мюзиклі «Панама Гетті». В середині 1940-х Керролл завершила акторську кар'єру.
Останні роки життя провела в Мексиці в місті Пуерто-Вальярта.

## Вибрана фільмографія
- 1939 — Останнє попередження містера Мото
- 1942 — Обов'язок молодої леді
- 1944 — Зустрінь мене в Сент-Луїсі